# 中央新影集团

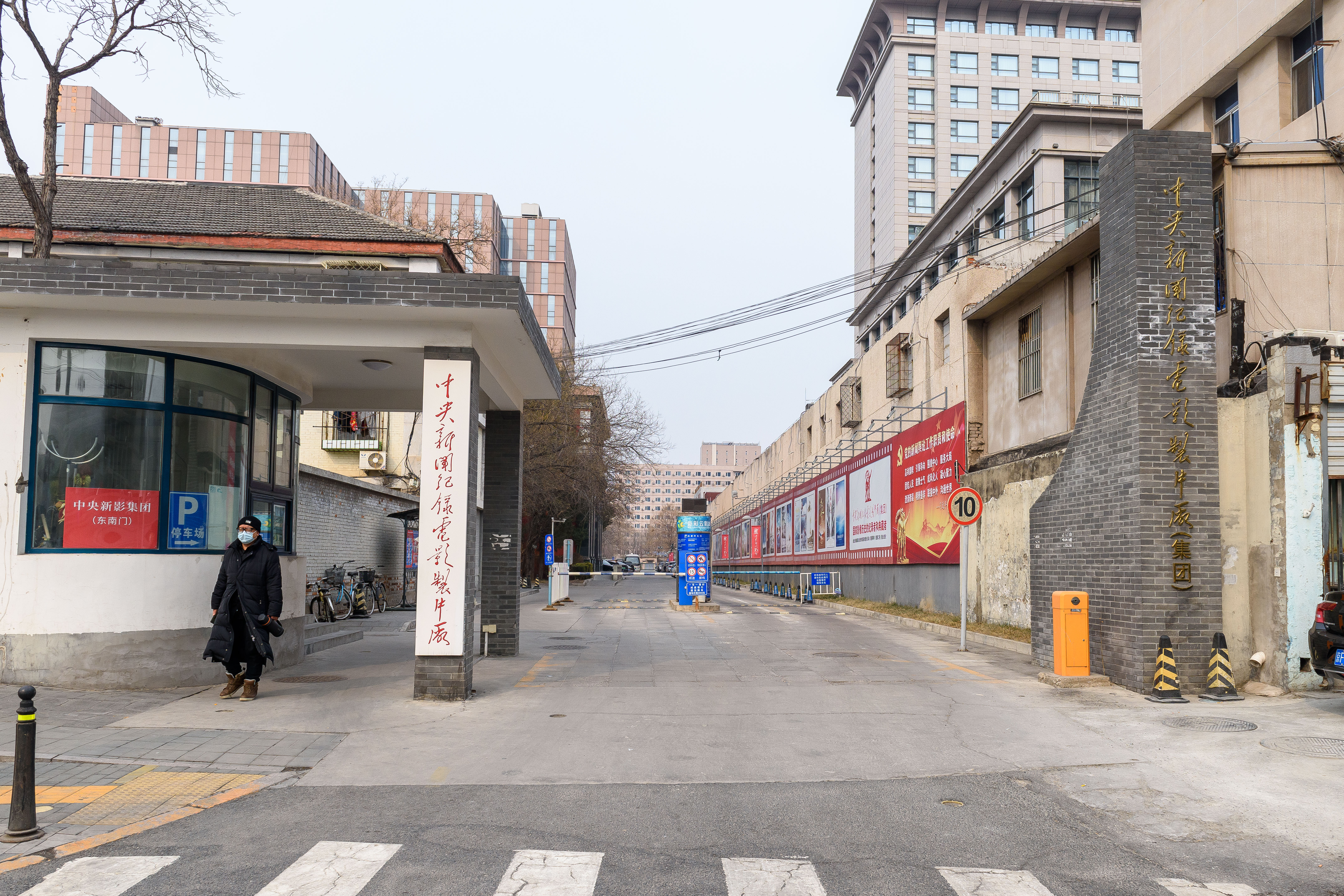
中央新影集团东南门

中央新闻纪录电影制片厂（集团），简称中央新影集团，2010年由中央新闻纪录电影制片厂和北京科学教育电影制片厂等企业组建而成。现旗下有新影厂、科影厂、新影时光、新影世纪、科影出版社、新影出版社、新影佳映、中视长艺、中视航通九家下属公司。中央新影集团原为央视子公司，2019年4月，正式划归中央广播电视总台直属。

## 前身

### 中央新闻纪录电影制片厂
简称新影厂，成立于1953年，前身为成立于1938年的延安电影团，是中国唯一生产新闻纪录影片的专业机构。1993年划归中国中央电视台，成为中央电视台新影制作中心。

### 北京科学教育电影制片厂
简称科影厂，成立于1960年3月12日，主要制作科教影视节目。1995年划归中国中央电视台，成为中央电视台科教节目制作中心。

## 部分下属企业

### 北京新影时光影视文化有限公司
简称新影时光，经营影视节目的制作与发行。

### 北京新影世纪影视文化发展有限公司
简称新影世纪。

### 北京科影音像出版社
为中国中央电视台旗下三大出版社之一。

### 中央新影音像出版社
中华人民共和国唯一能发行电影的出版社。

### 新影佳映（北京）电影文化发展有限公司
简称新影佳映，特种电影制作。

### 中视长艺（北京）国际文化传媒有限公司
简称中视长艺，戏曲影视节目创作、摄制、营运及国际交流。

### 中视航通国际传媒有限公司
纪录片航拍，拥有别里也夫-103水陆两用飞机6架、无人驾驶遥控飞机4架。

### 中央新影电视艺术研究院
中国中央电视台与中央新影集团所属的教育培训、精品电视节目制作的综合机构，2013年11月与浙江传媒学院合作办学。江南校区位于浙江传媒学院桐乡校区，北京校区位于中央新影集团总部。

## 电视频道
中央新影集团与原央视、央视风云、原央广、原国广共同作为中央广播电视总台的电视频道制作提供方。截至目前，中央新影集团拥有3个付费数字电视频道：
- 老故事：依靠中央新闻纪录电影制片厂的纪录片库建设的以历史类纪录片为主的频道
- 发现之旅：以人文探索、科学揭秘类节目为主的频道，以纪录片为主，并重播科教频道的节目
- 中学生：面向中学生的电视频道

已停播频道：
- 新科动漫：全国唯一一个以动漫、创客为主题的专业动漫频道，并运营有虚拟主播企划“新科娘”